# Sornay (Saône-et-Loire)
Sornay is een gemeente in het Franse departement Saône-et-Loire (regio Bourgogne-Franche-Comté). De plaats maakt deel uit van het arrondissement Louhans. Sornay telde op 1 januari 2022 1.958 inwoners.

## Geografie
De oppervlakte van Sornay bedroeg op 1 januari 2022 18,12 vierkante kilometer; de bevolkingsdichtheid was toen 108,1 inwoners per km².

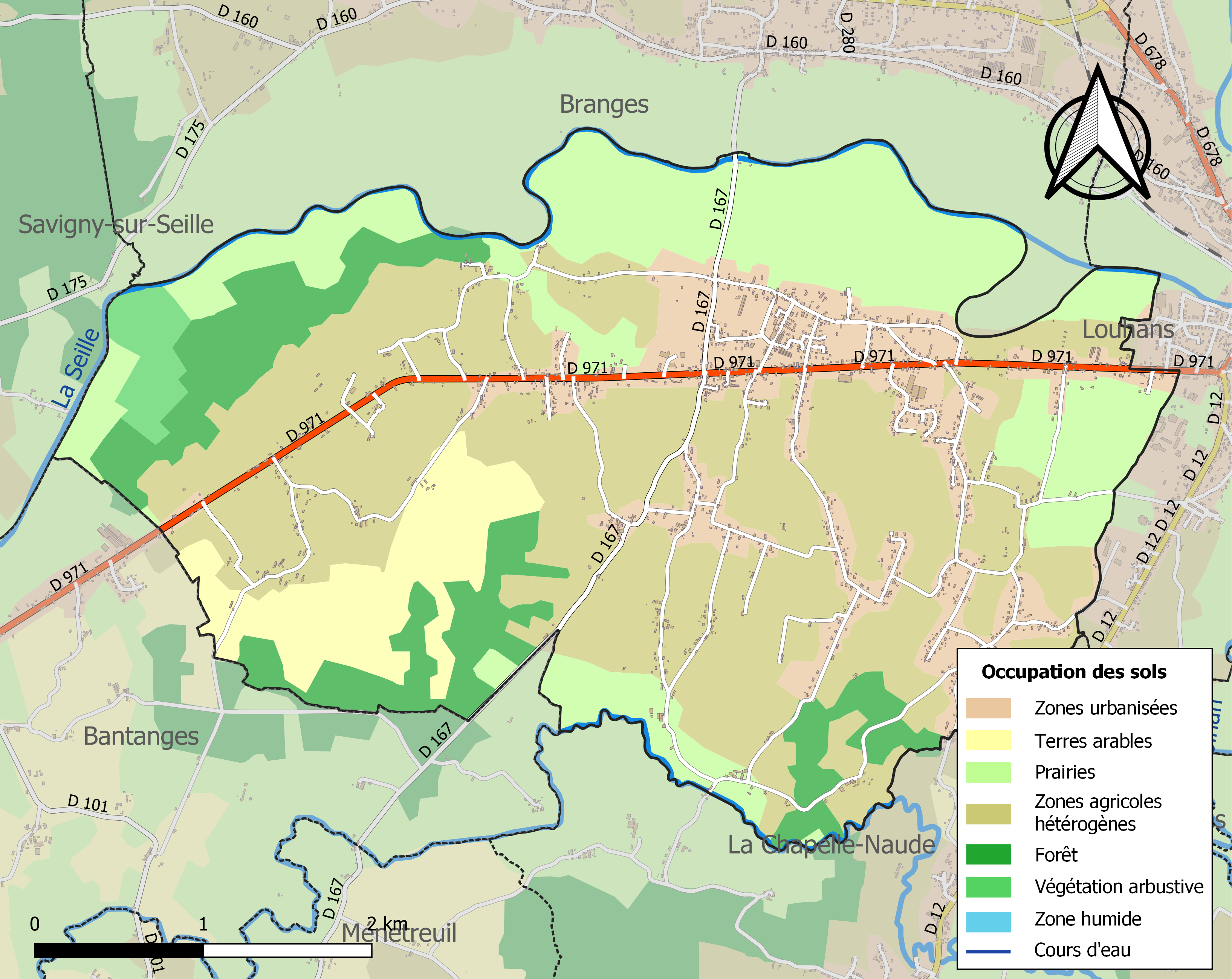
Kaart van de gemeente met de belangrijkste infrastructuur, bodemgebruik en omliggende gemeenten

## Demografie
Onderstaande figuur toont het verloop van het inwonertal (bron: INSEE-tellingen).